# بفلوفيا دوارة
بفلوفيا دوارة (الاسم العلمي: Pavlova gyrans) هي نوع من الأسناخ الصبغية يتبع جنس البفلوفيا من الفصيلة البفلوفية.